# عمر داني
عمر داني هو وزير وسياسي إندونيسي، ولد في 23 يناير 1924 في سوراكارتا في إندونيسيا، وتوفي في 24 يوليو 2009 في جاكرتا في إندونيسيا.